# Adrian Carton de Wiart
Pour les articles homonymes, voir Carton et Wiart.
Pour les autres membres de la famille, voir Famille Carton de Wiart.
Adrian Carton de Wiart, né le 5 mai 1880 à Bruxelles (Belgique) de parents belges et mort le 5 juin 1963 à Killinardrish (comté de Cork, Irlande), est un officier de l'armée britannique.
Il a été décoré de la Croix de Victoria, la plus haute décoration militaire décernée pour bravoure « face à l'ennemi » dans divers pays du Commonwealth. Il a servi dans la guerre des Boers, la Première Guerre mondiale et la Seconde Guerre mondiale. Il y est blessé huit fois à divers organes, perdant l'œil et la main gauche ; il survit également à deux crashs d'avions, lui donnant la réputation d'être « intuable ».

## Biographie
Ancien élève du Balliol College de l'Université d'Oxford, il est nommé sous-lieutenant de cavalerie (matricule 836) au 4th Royal Irish Dragoon Guards en 1901.
Gravement blessé pendant la seconde guerre des Boers (octobre 1899 - 1er juin 1902), en Afrique du Sud, il est ensuite aide de camp du général commandant en chef en Afrique du Sud de 1905 à 1908.
Brillant combattant de la Première Guerre mondiale, blessé huit fois (perte de l'œil et de la main gauche), il fait l'objet de cinq citations à l'ordre du jour Mentioned in Despatch. En 1914-1915, il est affecté en Afrique de l'Est au Somaliland Camel Constabulary. Il est décoré du Distinguished Service Order (DSO) le 15 mai 1915. Affecté en France en 1916, il combat avec le 7th Bn North Lancashire Regt et le 8th Bn Gloucestershire Regt. Lieutenant-colonel, il reçoit la croix de Victoria le 3 juillet 1916  pendant la bataille de la Somme.
En 1917, il commande temporairement la 12e brigade d'infanterie, en France. Lieutenant-colonel au 4th Royal Irish Dragoon Guards jusqu'à la fin de la guerre. Il est nommé compagnon de l'ordre de Saint-Michel et Saint-Georges (CMG) le 3 juin 1918 puis compagnon de l'ordre du Bain (CB) le 3 juin 1919.

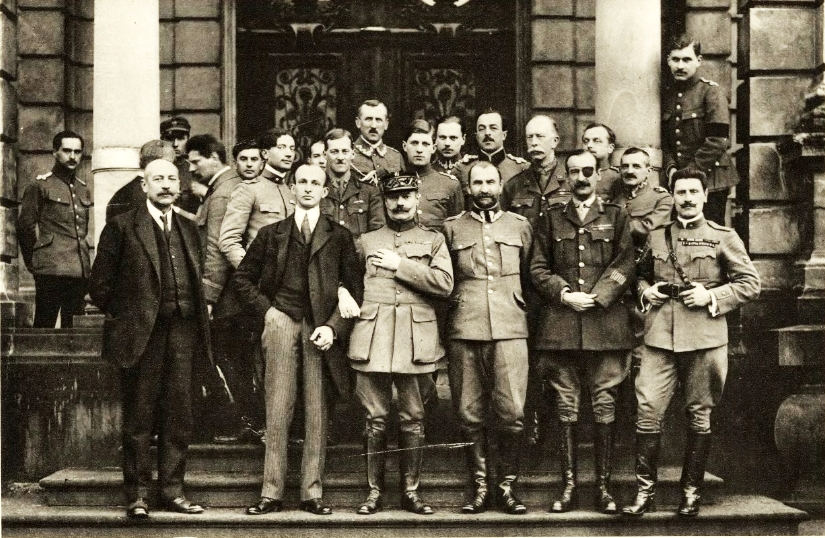
Mission diplomatique alliée en Pologne, Lviv, février 1919. Au premier rang de gauche à droite : Stanisław Wańkowicz, Robert Howard Lord, le général Joseph Barthélemy, le général Tadeusz Rozwadowski, le général Adrian Carton de Wiart et le major Giuseppe Stabile.

Il commande la mission militaire britannique en Pologne de 1919 à 1924 en tant que général de division. Devenu colonel le 21 juin 1922, il prend sa retraite en 1924.
Rappelé en 1939 comme colonel avec rang de général de division (London Gazette du 29 novembre 1940), il commande le Corps expéditionnaire interallié de Namsos (campagne de Namsos) et la 146e brigade britannique d'infanterie, lors des opérations de la campagne de Norvège en avril 1940. Il est cité le 20 décembre 1940 pour services distingués (London Gazette du 20 décembre 1940). Il est le colonel en titre de 1940 à 1948 du 4th/7th Dragoon Guards.
Il est fait prisonnier de guerre en 1941 en Italie alors qu'il se rend auprès de la Mission militaire en Yougoslavie. À l'occasion de sa libération, il négocie en 1943 la reddition des troupes italiennes.
Dans le mois de son retour en Angleterre, il est convoqué par Winston Churchill et passe une nuit à Chequers, la résidence de campagne du Premier ministre, qui l'envoie en Chine comme son représentant personnel. Il est nommé lieutenant-général le 9 octobre 1943 et prend l'avion pour l'Inde le 18 octobre 1943. Il est représentant personnel de Churchill auprès de Tchang Kaï-chek jusqu'en 1946.
Nommé chevalier commandeur de l'ordre de l'Empire britannique (KBE) le 1er janvier 1945, il quitte le service actif le 4 octobre 1947.
Il a publié ses Mémoires : De la reine Victoria à Mao Tse-Toung, Duculot, 1985, avec une préface de Winston Churchill . Décrivant ses expériences lors de la Première Guerre mondiale, il a écrit : « Franchement, j'ai apprécié la guerre ».

## Décorations et dates d'attribution dans laLondon Gazette

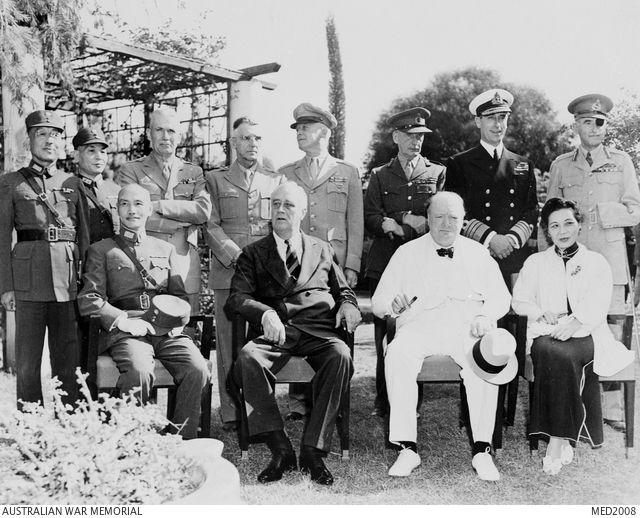
COnférence du Caire, 1943, avec Tchang Kaï-chek, Soong May-ling, lord Mountbatten, Winston Churchill.

- : Croix de Victoria (VC-3 juillet 1916-Bataille de la Somme)
- : Chevalier commandeur de l'ordre de l'Empire britannique (KBE-1er janvier 1945)
- : Compagnon de l'ordre du Bain (CB-3 juin 1919)
- : Compagnon de l'ordre de Saint-Michel et Saint-Georges (CMG-3 juin 1918)
- : Compagnon de l'ordre du Service distingué (DSO-15 mai 1915)[2]
- : Chevalier de la Légion d'honneur
- : Croix de guerre 1914-1918 française (11 mars 1918)

## Dans la culture populaire

### Dans la littérature
Le général Carton de Wiart a inspiré l'écrivain catholique anglais Evelyn Waugh pour le personnage du général Ben Ritchie Hook, un va-t-en-guerre aussi compétent et efficace qu'excentrique et turbulent, dans sa trilogie Sword of Honour (en) (1952 – 1961). Celle-ci est composée de trois romans : Men at Arms (publié en français sous le titre Hommes en armes, Paris, Stock, 1954), Officers and Gentlemen et Unconditional Surrender. Le personnage est le supérieur de Guy Crouchback (le double littéraire de l'auteur) dans le premier opus. Celui-ci relate les tribulations du héros (ou antihéros ?) Guy Crouchback à travers la Seconde Guerre mondiale. Le général (qui se déplace à moto malgré un bras amputé) reprend à zéro l'instruction des recrues en faisant tirer à balles réelles sur le terrain de manœuvres, puis participe à l'expédition avortée de Dakar avec les troupes de la France libre. Enfreignant ses ordres, il tient à débarquer avec les premiers commandos et est ramené blessé par Crouchback, tenant une tête coupée de tirailleur sénégalais qu'il a absolument voulu ramener comme souvenir. L'expédition ayant tourné au fiasco, il est relevé de son commandement car l'affaire est trop difficile à passer sous silence.
Il a aussi inspiré Julien Hervieux et Monsieur le Chien qui lui ont consacré un album complet dans leur collection du Petit Théâtre des opérations, relatant les aventures du général britannique, réputé intuable.

### Dans la musique
Le groupe de power metal suédois Sabaton lui rend hommage dans sa chanson The Unkillable Soldier, sortie le 11 février 2022 et figurant dans leur album The War To End All Wars.